# Metoda Karl Fischer

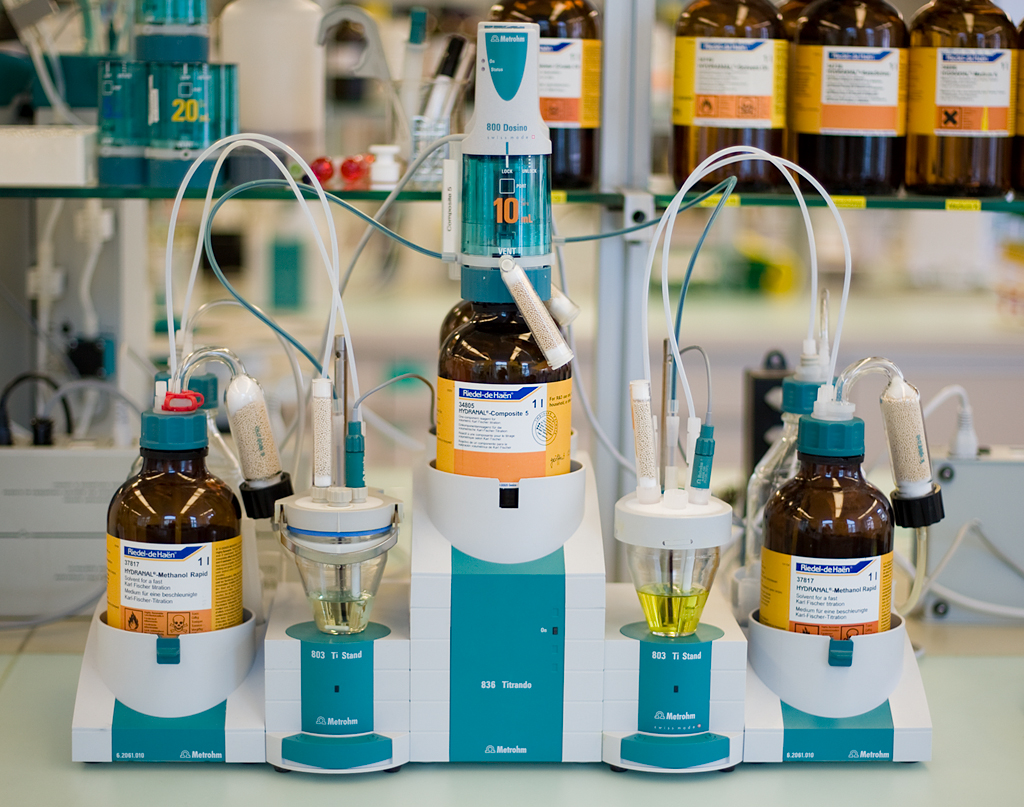
Un titrator Karl Fischer

Metoda Karl Fischer este o metodă analitică de titrare utilizată pentru determinarea conținutului de apă dintr-o probă. În acest caz, se aplică metodele de titrare volumetrice sau culometrice. Metoda este folositoare chiar și pentru determinarea unor cantități mici de apă dintr-o probă, în urme, deoarece metoda este sensibilă și precisă. A fost inventată în anul 1935 de către chimistul german Karl Fischer. În prezent, titrarea se realizează automat prin intermediul titratorului Karl Fischer.

## Metoda

### Titrarea culometrică
Componenta principală a celulei de titrare este formată din soluția anod și din analit. Soluția anod este formată dintr-un alcool (ROH), o bază (B), dioxid de sulf (SO2) și iod (I2). De obicei, alcoolul utilizat este etanolul, iar o bază comună este imidazolul. Catodul este imersat în soluția anod, iar cele două compartimente sunt separate printr-o membrană ion-permeabilă.
Anodul de platină generează I2 la trecerea curentului electric prin circuit. Reacția netă este prezentată mai jos, și presupune o oxidare a SO2 de către I2. Un mol de I2 consumat corespunde unui mol de H2O. Cu alte cuvinte, pentru fiecare mol de apă se consumă doi moli de electroni:
B·I2 + B·SO2 + B + H2O → 2BH+I− + BSO3
BSO3 + ROH → BH+ROSO3−

### Titrarea volumetrică
Titrarea volumetrică se bazează pe același principiu ca și titrarea culometrică, cu excepția faptului că soluția anod descrisă este utilizată pe post de soluție titrantă. Aceasta este compusă din alcool (ROH), o bază (B), dioxid de sulf (SO2) și o concentrație cunoscută de iodura de potasiu (KI). De obicei, ca bază se utilizează piridina. Fiecare mol de I2 consumat corespunde unui mol de H2O.